# 新進黨
新進黨（日语：／）是日本的一個已不存在的右翼政黨，簡稱新進，其理念為「自由、公正、友愛、共生」，政策主張為社会保守主义、新保守主義、新自由主義及小政府。

## 歷史

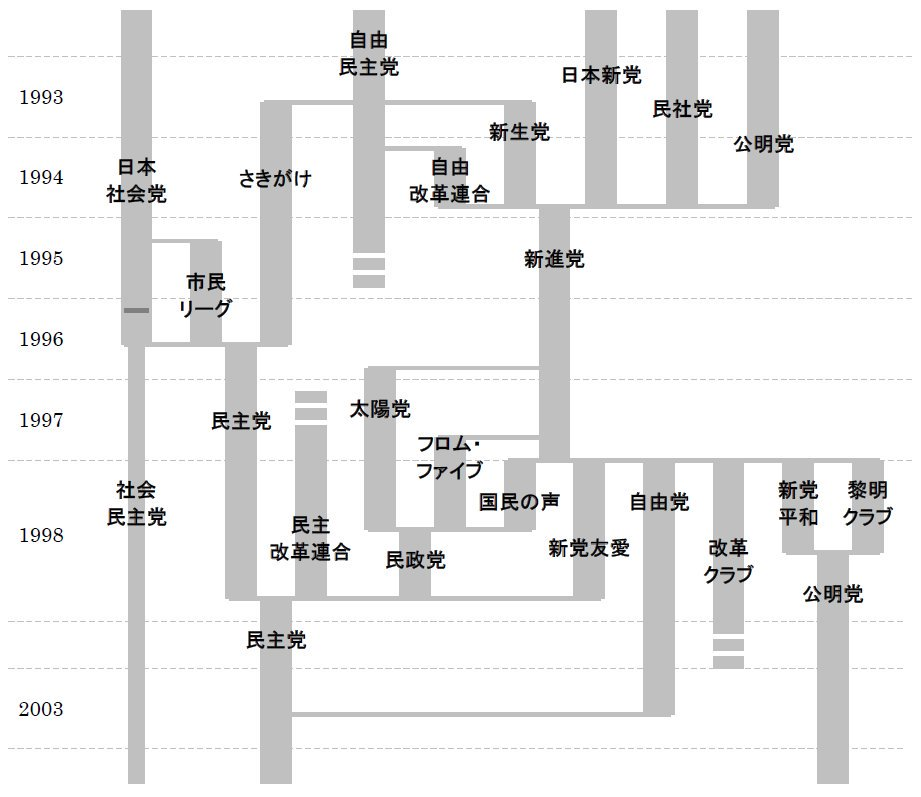
20世纪90年代日本政党变迁

該黨由多個除日本社會黨和日本共產黨外的在野政黨組成，包括新生黨、公明新黨、日本新黨、民社黨和自由改革聯合，1994年12月10日成立，以抗衡執政的自民黨和社會黨大聯合政府。首位黨首為海部俊樹，1994年退出自民黨，一度與村山富市競逐日本首相。
後來的黨首為小澤一郎，1996年舉行的眾議院選舉，新進黨成為國會眾議院第二大黨，取得156席，惟無力阻止自民黨首相橋本龍太郎通過獲得獨立議員支持單獨組閣。後因黨員內部政治立場分歧，特別是前自民黨議員及原在野黨議員的內部矛盾，加上不滿小澤一郎的獨斷領導，新進黨於1997年12月31日解散，公明黨重新成為獨立政黨，後更與自民黨結盟至今。

## 黨首
- 海部俊樹 （1994-1995）
- 小澤一郎 （1995-1997）

## 解散後
其他成員之後加入自民黨、民主黨、自由黨、改革俱樂部、新黨平和、新黨友愛、黎明俱樂部、國民之聲等政黨，部分成員更重新加入自民黨。原新進黨及繼續反對自民黨的黨員，日後多加入民主黨。